# Filippo Turconi
Pour les articles homonymes, voir Turconi.
Filipo Turconi, né le 20 octobre 2005 à Varèse, est un coureur cycliste italien. Il est membre de l'équipe VF Group-Bardiani CSF-Faizané.

## Biographie
Filippo Turconi est né en octobre 2005 à Varèse, d'un père réparateur de portes et d'une mère géomètre. Il est le neveu de l'ancien cycliste professionnel Stefano Zanini. Entre l'âge de six et quatorze ans, il se consacre au ski alpinisme, avec de bons résultats. Il abandonne toutefois cette discipline pour se lancer dans le cyclisme. Son petit frère Matteo pratique lui aussi ce sport en compétition,. 
Pour ses débuts cyclistes, il prend une licence dans un club de Gorla Minore. En 2018, il intègre l'UC Bustese Olonia. Avec cette formation, il devient champion d'Italie du contre-la-montre par équipes en 2020 chez les étudiants. Il s'impose également à deux reprises parmi les juniors en 2022.  
Lors de la saison 2023, il se distingue en étant l'un des meilleurs juniors italiens. Décrit comme un coureur complet, il obtient six victoires et diverses places d'honneur au niveau national. Il termine aussi deuxième du Giro di Primavera, une course internationale. La même année, il est sélectionné en équipe d'Italie pour participer à la Course de la Paix juniors, où il se classe vingt-cinquième du classement général. 
Il passe finalement professionnel dès 2024 au sein de l'équipe VF Group-Bardiani CSF-Faizané, qui lui fait signer un contrat de quatre ans. Compte tenu de son âge, il bénéficie d'un programme aménagé, qui est adapté aux espoirs. Il se classe notamment troisième du Grand Prix Industrie del Marmo. Il décroche sa première victoire un an plus tard au Trofeo Piva 2025.

## Palmarès
- 2020
  -  Champion d'Italie du contre-la-montre par équipes étudiants
- 2022
  - Cirié-Pian della Mussa
  - Trofeo Santuario del Boden (contre-la-montre)
  - 2e du Giro della Castellania
  - 2e du championnat d'Italie du contre-la-montre par équipes juniors
- 2023
  - Trofeo Cassa Rurale e Artigiana di Cantù
  - Trofeo Città di San Damiano d'Asti
  - Piccola Tre Valli Varesine
  - 1re étape du Giro della Valdera
  - Trofeo Stefano Zanini
  - Cronoscalata Ust Luserna SG-Rora
  - 2e du Giro di Primavera
  - 2e du Gran Premio dell'Arno
  - 2e du championnat d'Italie du contre-la-montre par équipes juniors
  - 3e de Brescia-Monte Magno
- 2024
  - 3e du Grand Prix Industrie del Marmo
- 2025
  - Trofeo Piva
  - Giro del Medio Brenta
  - 2e du Tour de la Province de Bielle
  - 3e de l'Orlen Nations Grand Prix